# (14147) Wenlingshuguang
(14147) Wenlingshuguang est un astéroïde de la ceinture principale.

## Description
(14147) Wenlingshuguang est un astéroïde de la ceinture principale. Il fut découvert le 23 septembre 1998 à la station de Xinglong par le programme Beijing Schmidt CCD Asteroid Program. Il présente une orbite caractérisée par un demi-grand axe de 2,32 UA, une excentricité de 0,03 et une inclinaison de 3,6° par rapport à l'écliptique.

## Compléments